# Pete Crenshaw
Peter "Pete" Crenshaw es un personaje de ficción perteneciente a la serie de libros Los tres investigadores, creados por el escritor Robert Arthur, haciendo su aparición desde el primer capítulo hasta el último.

## Primeros años
Fue el segundo investigador de los tres miembros de la empresa formada por Jupiter Jones, titulada "Los Tres Investigadores", junto a Jupiter Jones y Bob Andrews dedicándose a resolver misterios sin repuestas. Fue designado, principalmente como el atleta. Pete está en muy buena forma fisíca, es el atleta del grupo. Se ve involucrado en todas las situaciones que requieren acción, pero muy a su pesar ya que no le gusta verse envuelto en nada peligroso. Pete ama y se preocupa por los animales, y es aficionado a pronunciar la exclamación "Gleeps!". Su padre trabaja como creador de efectos especiales en Hollywood.

## Aspecto y personalidad
Él acompaña frecuentemente a Júpiter en los viajes de campo, particularmente en los primeros misterios, cuando Bob no estaba disponible debido a su pierna herida. Mientras que él no tiene la capacidad intelectual de Júpiter, Pete, es considerado como de igual importancia en las historias y es capaz de señalar las deficiencias propias de Júpiter (por lo general de un modo cómico). También es capaz de hacer deducciones y, a veces sirve como portador de la pista en lugar de Bob. Tiene un excelente sentido de la orientación, como se muestra en "El misterio del loro tartamudo". 
Al ser bastante tímido, era por lo general el primero en sugerir que abandonaran el caso y regresaran a casa. A pesar de su timidez, sin embargo, el actúa valientemente. Él se molesta con Júpiter constantemente por su uso de "palabras largas" y difíciles, por lo que muchas veces necesita ayuda de Bob para comprender lo que dice.

## Cine
En el año 2007, el libro Los tres investigadores en el secreto del castillo del terror, fue llevado al cine y el papel de Peter fue interpretado por el actor Nick Price con Chancellor Miller y Cameron Monaghan en los papeles de Jupiter y Bob. La película no fue un éxito de taquilla. Dos años más, tarde fue llevada al cine una secuela titulada "Los tres investigadores y el secreto del castillo del terror", la cual tampoco tuvo mucho éxito en taquilla. 
Hubo rumores de que se estaba pensando hacer una tercera entrega de la saga, de qué la posible película estaba bajo conversaciones para comenzar la producción posiblemente más tarde en 2010 y se esperaba qué el elenco original regresará, pero debido al poco interés dado a las dos primeras, el proyecto fue rechazado y olvidado.